# Glas žensk Slovenije
Glas žensk Slovenija je zunajparlamentarna politična stranka, ki je bila ustanovljena leta 2000. Predsednica stranke je Monika Piberl.
Na volitvah 2000 so nastopili  samostojno v treh volilnih enotah. Na volitvah 2004 je lista v kateri so nastopale še stranke  Zveza za Primorsko – ZZP, Zveza neodvisnih Slovenije – ZNS, Nova demokracija Slovenije - NDS dosegla 5.229 glasov (0,54%) in se ni uvrstila v parlament.
Stranka ima območne odbore v Mariboru, Kranju, Celju, Radovljici, Škofji Loki ...
Predsednica stranke Monika Piberl je kandidirala leta 2007 za predsednico države.